# Intramolgus arcticus
Intramolgus arcticus is een eenoogkreeftjessoort uit de familie van de Intramolgidae. De wetenschappelijke naam van de soort is voor het eerst geldig gepubliceerd in 1995 door Marchenkov & Boxshall.